# 바흐치사라이

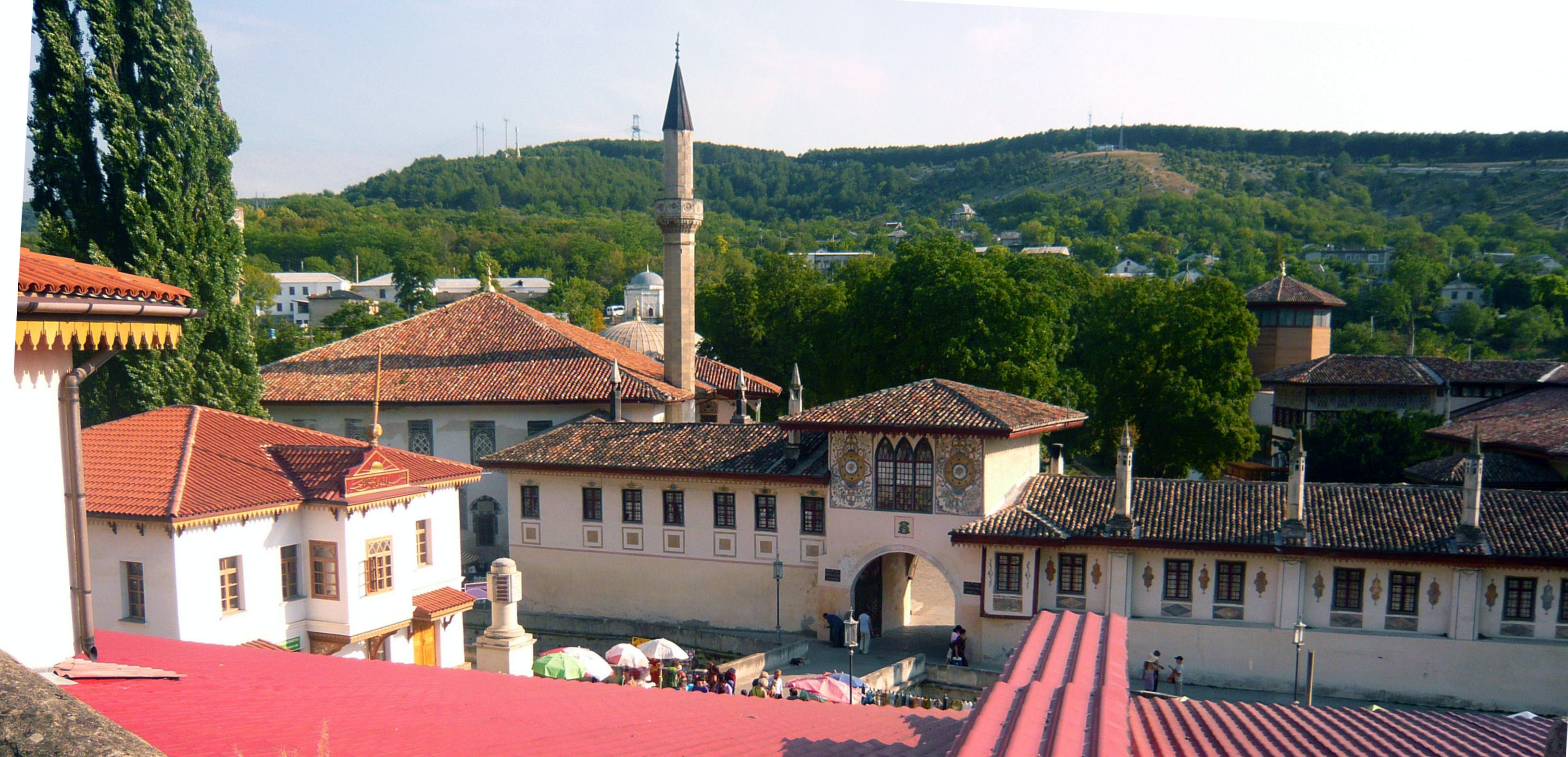
바흐치사라이궁

바흐치사라이(러시아어: Бахчисарай, 우크라이나어: Бахчисарай, 크림 타타르어: Bağçasaray 바그차사라이, 튀르키예어: Bahçesaray 바흐체사라이[*])는 크림반도 중부에 위치한 도시이다. 바흐치사라이는 크림 타타르어로 정원의 궁전(Bağçasaray)이라는 뜻이다.
1532년부터 1783년까지 크림 칸국의 수도였으며, 유일하게 현존하는 크림 칸국 시대의 궁전인 바흐치사라이궁이 있다. 2013년 현재 인구는 26,482명이며, 크림반도에서 크림 타타르인의 비중이 높은 곳이다.

## 인구
| 연도  | 인구   | ±%      |
| ----- | ------ | ------- |
| 1930  | 10,450 | —       |
| 1939  | 10,891 | +4.2%   |
| 1989  | 25,363 | +132.9% |
| 2006  | 26,400 | +4.1%   |
| 2011  | 26,215 | −0.7%   |
| 출처: |        |         |

## 같이 보기
- 바흐치사라이궁